# Hikmatullah Zain
Hikmatullah Zain (25 de mayo de 1997) es un deportista afgano que compite en taekwondo. Ganó una medalla de bronce en el Campeonato Asiático de Taekwondo de 2021, en la categoría de –63 kg.

## Palmarés internacional
| Campeonato Asiático | Campeonato Asiático | Campeonato Asiático | Campeonato Asiático |
| Año                 | Lugar               | Medalla             | Categoría           |
| ------------------- | ------------------- | ------------------- | ------------------- |
| 2021                | Beirut (Líbano)     | Medalla de bronce   | –63 kg              |